# Antonin Artaud
Antoine Marie Joseph Artaud, ismertebb nevén Antonin Artaud (Marseille, 1896. szeptember 4. – Ivry-sur-Seine, 1948. március 4.) francia drámaíró, költő, színész és színházi rendező.

## Élete
Jómódú görög származású családban született, szülei Szmirnából származtak, apja hajótulajdonos volt Marseille-ben. Bár édesanyja kilenc gyermeknek adott életet, csak Artaud és két testvére vészelte át a csecsemőkort. Ötéves korában agyhártyagyulladás tüneteivel kezelték. Kilencéves volt, amikor meghalt egy lánytestvére, akihez nagyon kötődött. 1910-ben elveszítette anyai nagyanyját, akinél gyakran töltötte vakációit Szmirnában. A marista atyák vezették be a katolikus teológiába, szerette az ógörög és latin nyelveket, vonzotta az ókor történelme. Nagy felfedezés volt számára Charles Baudelaire költészete.
16 éves korában idegrendszeri zavarok miatt vitték orvoshoz. Neuraszténiát diagnosztizáltak nála, éveken keresztül szanatóriumokban kezelték, pihentették. A testi fájdalom, a gyötrő fejfájás depresszióval párosult. A neuchâteli szanatóriumban kezdett rajzolni. Misztikus élményei voltak, pap akart lenni. Ezekben az években sokat olvasott, hatalmas enciklopédikus tudásra tett szert. 1918-ban Lyonban örökletes szifiliszt mutatott ki nála a Wassermann-teszt. Emiatt gyűlölettel fordult apja ellen, és örökre megbélyegzettnek érezte magát. Hosszú, 15–20 éven át tartó kezelést kapott arzént, higanyt és bizmutot tartalmazó gyógyszerekkel. A fizikai fájdalmait ópiumos készítmények enyhítették.
Egész életét végigkísérte egy eredendő, lelkében fészkelő szorongás, önkínzó tépelődés, ami írásain is érződik. Vallomása szerint még nyolcéves sem volt, amikor már folyton azt kérdezgette önmagától, hogy tulajdonképpen kicsoda, és miért is él.

## Párizsi évek

### Irodalmi próbálkozások
1920-ban Artaud-t – saját kérésére – a Párizs melletti villejuif-i elmegyógyintézetbe vitték szülei. Édouard Toulouse neuropszichiáter, aki újságíró és lelkes támogatója is volt az irodalomnak és a művészeteknek, írásra biztatta, és az általa alapított Demain folyóirat titkári teendőivel is megbízta.
1923-ban Jacques Rivière, a La Nouvelle Revue française igazgatója elutasította első verseit. Artaud válaszában kifejtette, hogy írásaiban harcol az elkalandozó, elillandó gondolatok és a lelkében elhatalmasodó űr ellen. A levelekben hihetetlen éleslátással írta le lelkiállapotát. 1927-ben Rivière nyilvánosságra hozta Artaud-val folytatott levelezését. Artaud feltárulkozása valóságos kórisme, Dr. André Gassiot és Dr. Frédéric Raffaitin francia pszichiáterek szerint kötelező olvasmánnyá kellene tenni ezeket a leveleket a leendő neuropszichiáterek számára.
Artaud még ugyanabban az évben Eno Dailor álnéven és magánkiadásban jelentette meg a Bilboquet első számát, ami két versét tartalmazta. A bevezetőben azt írta, hogy az irodalmi folyóiratok egy gondolkodásmód rabjai, a gondolatot magát elvetik…
1925-ben csatlakozott André Breton szürrealista köréhez. Max Morise, Michel Leiris, Roland Tual, Louis Aragon, Paul Éluard és Robert Desnos is a csoporthoz tartoztak. Januárban Breton Artaud-ra bízta a Szürrealista kutatások központi irodájának irányítását. Főszerkesztője volt a Szürrealista forradalom (La Révolution surréaliste) folyóirat 3. számának, amelynek címlapján megjelent az elmegyógyintézetek főorvosaihoz címzett nyílt levele.
A szűnni nem akaró gyötrődésekből, tépelődésből született A limbus köldöke és az Idegmérleg. 1926-ban Breton és csoportja azt tervezte, hogy csatlakoznak a Francia Kommunista Párthoz. Artaud ellenezte, mert szerinte a forradalmi átalakulásnak szellemi síkon kell végbemennie és nem a politika színterén. „Mit ér nekem a világ összes forradalma, ha a létezés örökösen fájdalmas és nyomorúságos számomra. Hogy mi választ el engem a szürrealistáktól?: amennyire ők szeretik az életet, én annyira megvetem.” A szürrealisták kizárták csoportjukból. 1927 áprilisában a kommunistává lett egykori írótársai pamfletekben támadták őt és művészetét.
Az aszkézisre hajló Artaud-t vonzották az okkult tudományok, az alkimista hagyományok, a keleti vallások misztériumai, az álom és az ópium segítségével kereste az irracionális szférákat. Az aszkézis azt jelentette számára, hogy a gondolat, a szó elveszíti azt a szerepét, hogy fogalmat határozzon meg. Ezért van szükség jelnyelvre, gesztikuláló kifejezésmódra, újfajta, még el nem rontott pantomimra.

### Artaud és a színház
1920-ban találkozott Aurélien Lugné-Poë-val, a Théâtre de l'Œuvre igazgatójával. A társulatnál közel egy évig maradt, megtanulta a színészmesterség alapjait. Tehetséges színésznek bizonyult, sőt díszletet és kosztümöket is tervezett.
A Théâtre de l'Atelier-ben találkozott Génica Athanasiou román származású színésznővel, akihez szenvedélyes és gyötrelmes szerelmi kapcsolat fűzte. 1923-ban George Pitoëff örmény származású rendezővel és Louis Jouvet színházigazgatóval dolgozott együtt.
Bár gyakran váltott társulatot, ezek az évek maradandóan befolyásolták a színházról alkotott elképzeléseit. Hatottak rá a kortárs színházelméletek, de elsősorban a keleti színház, a balinéz színjátszás befolyásolta őt, ahol a tánc, a mimika, a zene, a költészet meghatározó szerepet kapnak. 1926 októberében Artaud, Roger Vitrac és Robert Aron létrehozták az Alfred Jarry-ról elnevezett Théâtre Alfred Jarry színházat. 1927 és 1929 között négy darabot vittek színre, nyolc előadást tartottak. A fogcsikorgató humor, a megvető gúny, a provokáció színháza volt, reakció a nyugati civilizáció színjátszására, ahol mindent, ami specifikusan a színjátékkal kapcsolatos a szövegnek rendelnek alá. Véleményük szerint az ilyen színház együgyű, önmagába zárult és pozitivista. Azt vallották, hogy a közönség ne maradjon passzív, hanem kapcsolódjon be a játékba. Érezze, hogy nem csak nézője, hanem résztvevője is a darabnak. Ez az „előadás” nélküli színház elveti a rendezést, a szereplők hangjára, a zenére, a hangeffektusokra épít, és előszeretettel használ maszkokat, marionetteket, amelyek háttérbe szorítják a színészt, akinek virtuális jelenléte szimbolizálja az ember hasonmását. Artaud „misztikus”, a színpadiasságot mellőző színházat képzelt el. Ezek a gondolatok a Színház és hasonmásában leírtak előfutára, s amelynek a Cenci-ház volt az utolsó megnyilvánulása.
A Színház és hasonmása című tanulmányában fogalmazta meg gondolatait a kegyetlen színházról. Az elmélet az új irányzatok (kubizmus, fauvizmus, szürrealizmus) sorához csatlakozik. Artaud szerint az erőszak, az átélt borzalom (első világháború megrázkódtatásai) hatására a művész úgy érzi, hogy az embert egy eredendő, vad, zavaros, fogódzó nélküli világba, saját műveinek közepébe kell helyezni. Az élet önmagában könyörtelen, kegyetlen. Artaud szerint ezt a kegyetlenséget tág értelemben kell venni, nem szadizmusról, kiömlött vérről, fizikai szenvedésről, keresztre feszített ellenségről van szó. A kegyetlen színháznak vallásos szerepet tulajdonít. A világban uralkodó eredendő kegyetlenséget és a ’rossz’ legkülönfélébb megnyilvánulásait fel kell fedni, és áldozati rítussal megsemmisíteni. Artaud-nál az exorcizmusnak konfliktusfeloldó szerepe van: a halál vagy a gyógyulás árán jön a megszabadulás. A rendező mágikus parancsosztogató, felszentelt ceremónia mester, egy új nyelvezet, a tér-költészet megalkotója, ahol a szöveget a mozdulatok, hanglejtések, ráolvasások helyettesítik.
A Cenci-ház volt Artaud utolsó színházi próbálkozása. A darabot először kedvezően fogadta a közönség, de hamarosan a kritikák céltáblája lett. 17 előadás után végleg levették a műsorról. A dráma bukása mélyen lesújtotta Artaud-t, csalódottan hagyta el Franciaországot, Mexikóba utazott.

### Artaud a filmvásznon
Színpadi fellépéseivel párhuzamosan filmszerepeket is vállalt. 1924 és 1935 között 21 filmben játszott olyan híres rendezők irányítása mellett, mint Fritz Lang, Carl Theodor Dreyer, Georg Wilhelm Pabst és Abel Gance. Túlnyomórészt másodszerepekben láthatta a közönség. Kiemelkedő alakítást nyújtott Marat szerepében Abel Gance Napoléon című filmjében, és Carl Theodor Dreyer Jeanne d’Arc-jában. Artaud forgatókönyveket is írt, ezekből csupán egyet vittek filmvászonra Kagyló és lelkész (La Coquille et le clergyman) címmel, Germaine Dulac rendezésében.

## Mexikói és írországi útja

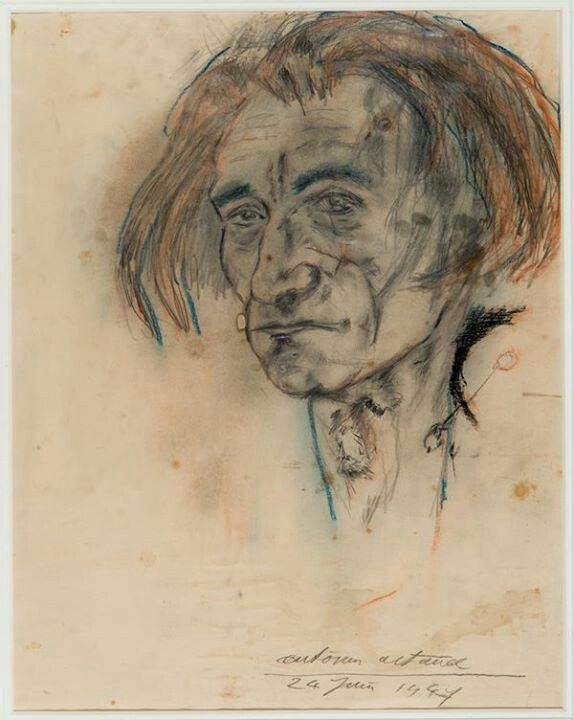
Önarcképe (1947)

1936-ban Mexikóba indult, útját hosszasan készítette elő. Havannában egy kubai jósnőtől toledói kardot kapott. Veracruzban őrült franciának nevezték. Lóháton ment tovább, hogy megkeresse Chihuahua államban a tarahumara indiánokat. Részt vett vallási rítusaikban, és a pejotlból kivont meszkalin hatása alatt rosszabbodott állapota.
1937-ben a Brüsszelben tartott eljegyzése botrányba fulladt, drogelvonásra küldték. Párizsban egy régiségkereskedésben sétabotot vásárolt, megvasaltatta, és séta közben olyan erőteljesen ütött a járdakövekre, hogy a bot vasalt vége szikrát hányt. 1937. augusztus 14-én Írországba, az Aran-szigetekre utazott Szent Patrik nyomát követve. A vasalt sétabot Patrik püspökbotját jelentette, amivel a legenda szerint a pogányok kígyóit űzte. Ezt a misztikus utazást, ahol jeleket keresett, alig készítette elő. Pénze nem volt. Felkereste a jezsuita atyákat, akik szeptember 29-én hajóra toloncolták. Le Havre-ban hallucináció és üldözési mánia jeleivel azonnal internálták.

## Pszichiátriai kezelések
Rouenba vitték, édesanyja, aki már kerestette, csak decemberben talált rá. 1938. április 1-jén került Párizsba a Szent Anna kórházba. Jacques Lacan, a kórház pszichiátere azt mondta róla, hogy örökre elveszett az irodalom számára. Artaud visszautasított minden kapcsolatot családjával. Az orvosok hét éven keresztül hallucinációt, megalomániát és paranoiát diagnosztizáltak nála. Párizsban 1938. április 1-jén jelent meg A színház és hasonmása 400 példányban.
1939. február 22-től 1943 januárjáig Ville-Évrard-ban (Seine-Saint-Denis) kezelték. Kórlapján íráskényszer, grafománia is szerepelt. Franciaország németek által megszállt területein a kórházak élelmiszer- és ápolóhiánnyal küzdöttek. 1940–41-ben a tartósan internált betegek egynegyede meghalt.
1942 novemberében Robert Desnos költő felvette a kapcsolatot Gaston Ferdière-rel, a rodezi pszichiátriai intézet főorvosával, a szürrealisták régi barátjával. 1943. január 22-én Ferdière doktor Párizsba utazott, és elhozta Artaud-t Rodezba, az akkor még szabad zónába. Első dolga az volt, hogy enni adjon a teljesen lesoványodott betegnek. Artaud édesanyja hallott az akkor újnak számító elektrosokk-terápiáról, és kérte a kezelés megkezdését. Artaud 58 kezelést kapott. A terápia hatására újra saját nevét írta alá anyja neve helyett. Az irodalombarát Ferdière írásra és fordításra buzdította. Állapota lassanként annyira javult, hogy kíséret mellett kijárhatott a városba. 1946. május 26-án hagyta el végleg Rodezt.

## Utolsó évei
Artaud visszatért Párizsba, Ivry-sur-Seine-ben lakott egy magánklinikán. Barátai árverést rendeztek a Théâtre de la Ville-ben, a befolyt összegből alapítványt hoztak létre, ami biztosította Artaud megélhetését. Ivry-ben is folytatta az írást és rajzolást, több mint 400 füzet született élete utolsó 4 évében.
1947. január 13-án Artaud újra színre lépett a Théâtre du Vieux-Colombier-ben. Mindenki, aki számított Párizs irodalmi és művészeti életében, ott ült a nézőtéren. Versekkel és füzeteivel állt ki a színpadra, de rövid hallgatás után betegségéről kezdett beszélni, a pszichiátriai intézetekben töltött évekről, saját szenvedés-történetéről. A nézők lenyűgözve hallgatták ezt a fájdalmas monológot, amelyet széteső mozdulatai, görcsbe ránduló kezei és belső tűztől lángoló arca tettek még hitelesebbé.
1948-ban végbélrákot diagnosztizáltak nála. Március 4-én halva találták szobájában. Halálát valószínűleg túladagolt klorálhidrát okozta. Marseille-ben, a Saint-Pierre temetőben helyezték örök nyugalomra.

## Antonin Artaud-díj
1951. május 24-én Jean Digot és néhány költőtársa irodalmi díjat alapított Artaud emlékére Rodezben. 1952 óta ítélik oda.

## Művei
- Tric Trac du Ciel, 1923
- L'Ombilic des limbes, 1925 (A limbus köldöke)
- Correspondance avec Jacques Rivière, 1927
- Le Pèse-nerfs, 1925 (Idegmérleg)
- La Coquille et le Clergyman (Kagyló és lelkész), forgatókönyv
- L'Art et la Mort, 1929 (A művészet és a halál)
- Le Moine (Matthew Gregory Lewis), fordítás és adaptáció, 1931
- Le Théâtre de la cruauté (manifeste), 1932 (A könyörtelen színház)
- Héliogabale ou l'Anarchiste couronné, 1934
- Les Nouvelles Révélations de l'être, 1937
- Le Théâtre et son double, 1938
- Révolte Contre La Poésie, 1943
- D'un voyage au pays des Tarahumaras, 1945
- Lettres de Rodez : Lettres à Henri Parisot, 1946 (Rodezi levelek)
- Van Gogh, le suicidé de la société, 1947 (Van Gogh, avagy a társadalom öngyilkosa)
- Artaud le Mômo, 1947 (Artaud, a mumus)
- Ci-gît, précédé de la Culture indienne, 1947
- Pour en finir avec le jugement de Dieu, 1948

## Magyarul
- A könyörtelen színház. Esszék, tanulmányok a színházról; szerk., bev., jegyz. Vinkó József, ford. Betlen János; Gondolat, Bp., 1985 ISBN 963-281-499-1
- Artaud, a mumus és A tarahumarák; vál., szerk., utószó Fekete Valéria; Orpheusz Könyvek, Bp., 1998 ISBN 9639101257
- A színház és az istenek. Válogatott írások; vál., szerk., jegyz. Fekete Valéria, ford. Betlen János et al.; Orpheusz Könyvek, Bp., 1999
- Rodezi levelek, 1943-46; ford. Szabó Marcell, vál., szerk., bev. Darida Veronika; Kijárat, Bp., 2011 (Spectaculum) ISBN 9786155160059
- Artaud, avagy A gondolkodás szenvedéstörténete; vál., szerk. Darida Veronika; Kijárat, Bp., 2011 (Spectaculum) ISBN 9789639529991